# Cordia glabrata
Cordia glabrata là loài thực vật có hoa trong họ Mồ hôi. Loài này được (Mart.) A.DC. mô tả khoa học đầu tiên năm 1845.